# Trille
Trille Bodil Nielsen (till 1980 Bodil Gudrun Nielsen), född 6 mars 1945 i Köpenhamn, död 17 oktober 2016 i Köpenhamn, var en dansk sångerska.
Trille debuterade som vissångerska på Tivolis Vise-Vers-Hus i mitten av 1960-talet. 
Hon blev riksbekant då hon den 18 september 1970 på DR framförde Jesper Jensens sång Øjet, med en starkt provokativ text. Framförandet ledde till att dåvarande justitieministern Knud Thestrup beslutade att väcka åtal mot de ansvariga på DR för blasfemi, vilket dock ledde till frikännande. Kort därefter inriktade sig Trille på den äldre folkviseskatten, bland annat på albumet Oh Nelson med Dit Øje (EMI 1970).
Trille var också flitigt anlitad i barnprogram i dansk radio och TV, med utgångspunkt i förhållandet mellan mor och barn. Hon utgav även en rad album med musik för barn, bland annat Goda’ goda’ (1971), med sånger från Jojje Wadenius album med samma namn. År 1973 utgav hon EP:n 4 sange om kvinder, vilken innehåller danska tolkningar av material från det svenska musikalbumet Sånger om kvinnor. Hennes stora genombrott kom 1975 med albumet Hej søster, då hon började framföra eget material. På detta, och en rad senare album, framförde hon egna sånger med starka budskap i ett slags folkrockstil, till viss del inspirerad av Joan Baez och Joni Mitchell. I en rad sånger anknöt hon till den könspolitiska debatten och hon kom därigenom att förknippas med Rødstrømperne, även om hon egentligen inte tillhörde denna rörelse. Hennes sista album utkom 1988, men en del äldre inspelningar har återutgivits på CD. Efter att ha avslutat musikerkarriären var hon verksam på DR:s ungdomsavdelning, där hon gjorde TV-serier för barn och dokumentärprogram om barns villkor i den tredje världen, och under senare år som föredragshållare.
Trille sjöng även in en singel på svenska, Rosa på bal, tillsammans med Cornelis Vreeswijk. Den svenska sångerskan Lena Ekman framförde på albumet Det beror på ögonen som ser (1980) svenska tolkningar av flera av Trilles sånger. Hon utgav memoarboken Altid har jeg længsel 2015.

## Diskografi
- Pikante viser fra det gamle Frankrig (1966)
- Viser for folk og.... (1968)
- Schade: Sjov i Danmark (1969)
- Trille synger (1970)
- Red Moon (1970)
- Oh Nelson med dit øje (1970)
- Goda`goda` (1971)
- Fra England til Skotland (1971)
- Dit og dat (1972)
- Hele min familie (1972)
- 4 sange om kvinder (1973)
- Stille folk (1973)
- Eigil (1974)
- Hej søster (1975)
- Viser fra din oldefars tid (1976)
- Trille synger Sørens sange (1977)
- En lille bunke krummer (1978)
- Altid har jeg længsel (1979)
- Små skridt (1981)
- Halvmånetid (1983)
- Indeni/udenpå (1986)
- Hjemlige eventyr (1988)
- Best of vol. 1 (1975/1990)
- Best of vol. 2 (1975/1990)
- The real Trille hits (1995)
- Hele balladen (2010, CD-box innehållande albumen Hej Søster, En lille bunke krummer, Altid har jeg længsel, Små skridt, Halvmånetid, Indeni/udenpå och Hjemlige eventyr)
- Tro, Håb + Kærlighed (2015, samlingsalbum)